# Borlez
Borlez (wa. Borlé) – dzielnica (section) gminy Faimes w Belgii, w Regionie Walońskim, w prowincji Liège, w okręgu Waremme. 1 stycznia 2020 roku liczyła 426 mieszkańców. Do 16 lipca 1970 r. samodzielna gmina. 

## Demografia
Liczba mieszkańców, stan na 1 stycznia:
| Rok                | 1930 | 1947 | 1961 | 2020 |
| ------------------ | ---- | ---- | ---- | ---- |
| Liczba mieszkańców | 526  | 483  | 393  | 426  |